# سونگ‌گوت: سوراخ‌کننده
سونگ‌گوت: سوراخ‌کننده (انگلیسی: Songgot: The Piercer؛‏ کره‌ای: 송곳) مجموعه تلویزیونی محصول کره جنوبی سال ۲۰۱۵ با بازی جی هیون وو و آن نه سانگ است. این مجموعه برپایه وب‌تون درفش اثر چوی کیو سوک است که خود برگرفته از یک داستان واقعی در سال ۲۰۰۷ است. این مجموعه از ۲۴ اکتبر تا ۲۹ نوامبر ۲۰۱۵، روزهای شنبه و یکشنبه ساعت ۲۱:۴۰ (کی‌اس‌تی) از جی‌تی‌بی‌سی پخش شد.

## خلاصه داستان
در بازاری که لی سو این (جی هیون وو) در آن کار می‌کند، رئیسش به او دستور می‌دهد که کارکنان موقت را اخراج کند. لی سو این که این وضعیت را ناعادلانه می‌بیند، به اتحادیه کارگری می‌پیوندد و همراه با سایر کارکنان برای احقاق حقوقشان مبارزه را آغاز می‌کند.

## بازیگران

### اصلی
- جی هیون وو در نقش لی سو این[۴][۵]
- آن نه سانگ در نقش گو گو شین[۶]